# طب الأنظمة
طب الأنظمة (بالإنجليزية: Systems medicine) هو مجال دراسة متعدد التخصصات ينظر إلى أنظمة جسم الإنسان كجزء من كل متكامل، يشتمل على التفاعلات الكيميائية الحيوية والفسيولوجية والبيئية. يعتمد طب الأنظمة على علم الأنظمة وعلم أنظمة الأحياء، ويأخذ في الاعتبار التفاعلات المعقدة داخل جسم الإنسان في ضوء جينوم المريض وسلوكه وبيئته.
ظهرت الاستخدامات المبكرة لمصطلح طب الأنظمة في عام 1992، في مقال عن طب النظم وعلم العقاقير بقلم أ.كامادا.
يعد تطوير النماذج الحسابية التي تصف تطور المرض وتأثير التدخلات العلاجية أحد الموضوعات المهمة في طب الأنظمة وأنظمة العلوم الحيوية الطبية.
تشمل الأساليب الحديثة إعادة تعريف الأنماط الظاهرية للمرض بناءً على الآليات المشتركة بدلاً من الأعراض. توفر هذه الأهداف بعد ذلك أهدافاً علاجية بما في ذلك علم الصيدلة الشبكي وإعادة استخدام الأدوية. منذ عام 2018، هناك مجلة علمية مخصصة، تسمى طب الأنظمة.

## المدارس الأساسية لطب النظم
بشكل أساسي، يمكن معالجة القضايا التي يتعامل معها طب الأنظمة بطريقتين أساسيتين، هما طب النظم الجزيئية (MSM) وطب النظم العضوية (OSM).

### طب النظم الجزيئية (MSM)
يعتمد هذا النهج على تقنيات أوميكس (علم الجينوم، بروتيوميات، تقنيات النسخ، علم الظواهر، ميتابولوميات، إلخ) ويحاول فهم العمليات الفسيولوجية وتطور المرض في إستراتيجية من أسفل إلى أعلى، أي عن طريق محاكاة وتوليف ودمج وصف العمليات الجزيئية في تقديم شرح لنظام العضو أو حتى الكائن الحي في مجمله.

### طب النظم العضوية (OSM)
يعد هذا الفرع من طب الأنظمة، الذي يعود إلى تقاليد نظرية أنظمة لودفيج فون بيرتالانفي وعلم التحكم الآلي البيولوجي، إستراتيجية من أعلى إلى أسفل تبدأ بوصف هياكل المعالجة الكبيرة والمعقدة (مثل الشبكة العصبية وحلقات التغذية الراجعة والأشكال الأخرى) والمحاولة لإيجاد الشروط الكافية والضرورية للتنظيم الوظيفي المقابل على المستوى الجزيئي.
التحدي المشترك لكلا المدرستين هو الترجمة بين المستوى الجزيئي والمستوى العضوي. يمكن تحقيق ذلك على سبيل المثال من خلال رسم خرائط الفضاء الجزئي الأفيني وتحليل الحساسية، ولكنه يتطلب أيضاً بعض الخطوات التمهيدية على طرفي الفجوة المعرفية.

## قائمة مجموعات البحث
| دولة                       | جامعة/معهد                                               | القسم/المركز/البرنامج/الشبكة                                                  | مشاركون |
| -------------------------- | -------------------------------------------------------- | ----------------------------------------------------------------------------- | --- |
| النمسا                     | جامعة فيينا                                              | مركز بيولوجيا الأنظمة العضوية                                                 | |
| ألمانيا                    | مجموعة مراكز هلمهولتز الألمانية للبحوث العلمية           | قسم نظم المناعة                                                               | إستبيان هيرنانديز فارغاس (Esteban Hernandez-Vargas)                                                                                              |
| أيرلندرا                   | كلية الجراحين الملكية في إيرلندا                         | بيولوجيا النظم الطبية                                                         | |
| فلسطين المحتلة             | معهد وايزمان للعلوم                                      | قسم بيولوجيا الخلية الجزيئية دورة طب النظم                                    | أوري ألون (Uri Alon) |
| لوكسمبورغ                  | مركز لوكسمبورغ لأنظمة الطب الحيوي                        | مجموعة البيولوجيا الحسابية                                                    | |
| هولندا                     | جامعة آيندهوفن للتكنولوجيا                               | قسم الهندسة الطبية الحيوية، مجموعة البيولوجيا الحاسوبية                       | ناتال فان رييل(Natal van Riel)، بيتر هيلبرز (Peter Hilbers)                                                                                      |
| هولندا                     | جامعة أوتريخت المركز الطبي الجامعي بأوترخت جامعة ماسترخت | مختبر علم المناعة متعدية مركز أوتريخت للمناعة الكمية علم الأدوية والطب الشخصي | البروفيسور د.تيموثي رادستاك (Prof. Timothy Radstake) د. أردمان بانديت (Dr. Aridaman Pandit) البروفيسور هارولد شميت (Prof. Harald H.H.W. Schmidt) |
| النرويج                    | مستشفى جامعة هوكلاند                                     | نيورو سيس ميد (Neuro-SysMed)                                                  | ككسيل مورتن ميكر (Kjell-Morten Myhr)، شارالامبوس تسوليس (Charalampos Tzoulis)                                                                    |
| الولايات المتحدة الأمريكية | معهد بيولوجيا النظم                                      |                                                                               | ليروي هود (Leroy Hood)، آلان أديرم (Alan Aderem)، رودي أيبرسولد (Ruedi Aebersold)                                                                |